# Ganej Tal
Ganej Tal (hebrejsky גַּנֵּי טַל, doslova „Zahrady rosy“, anglicky Ganne Tal, přepisováno též Ganei Tal) je vesnice typu mošav v Izraeli, v Centrálním distriktu, v Oblastní radě Nachal Sorek.

## Geografie
Leží v nadmořské výšce 77 metrů v hustě osídlené a zemědělsky intenzivně využívané pobřežní nížině (region Šefela). Severně od vesnice protéká vádí Nachal Timna.
Obec se nachází 14 kilometrů od břehu Středozemního moře, cca 30 kilometrů jihovýchodně od centra Tel Avivu, cca 40 kilometrů západně od Jeruzalému a 2 kilometry jihovýchodně od okraje města Gedera. Stavebně navazuje na sousední vesnici Chafec Chajim. Ganej Tal obývají Židé, přičemž osídlení v tomto regionu je etnicky převážně židovské.
Na dopravní síť je napojena pomocí dálnice číslo 7, probíhající severně od vesnice, na níž je napojena místní komunikací číslo 3933. Západně od vesnice probíhá také dálnice číslo 40.

## Dějiny
Od roku 1979 existovala v Pásmu Gazy izraelská osada Ganej Tal, která byla rozhodnutím izraelské vlády v srpnu 2005 v rámci jednostranného stažení z Gazy vysídlena. Osadníci z Ganej Tal chtěli i po vysídlení zůstat pohromadě jako jedna komunita. Po několik následných let pak žili v provizorních podmínkách ve vesnici Jad Binjamin. Mezitím probíhala výstavba jejich nových domů.
Nová vesnice Ganej Tal byla oficiálně založena roku 2010. Vyrostla na západním okraji starší zemědělské vesnice Chafec Chajim, ale administrativně tvoří samostatnou obec. Podle stavu k lednu 2012 již ve vesnici stojí společenský klub a dokončovala se synagoga.

## Demografie
Podle údajů z roku 2014 tvořili naprostou většinu obyvatel v Ganej Tal Židé (včetně statistické kategorie "ostatní", která zahrnuje nearabské obyvatele židovského původu ale bez formální příslušnosti k židovskému náboženství).
Jde o menší obec vesnického typu. K 31. prosinci 2014 zde žilo 586 lidí. Během roku 2014 populace stoupla o 26,8 % V roce 2011 ještě obec ve vládních statistických výkazech nefigurovala.
| Rok            | 2012 | 2013 | 2014 |
| -------------- | ---- | ---- | ---- |
| Počet obyvatel | 171  | 462  | 586  |